# Георгиевка (Саратовская область)
Георгиевка — село Марксовского района Саратовской области.
Территориально подчинено Зоркинскому муниципальному образованию. Расположено на правом берегу реки Вортубы в 45 км северо-восточнее города Маркса и в 14 км от ж.-д. станции[какой?].

## История
Основано в 1768 году немецкими колонистами вызывателя барона Кано де Борегарда. По сведениям Клауса («Наши колонии») колония была поселена между 1764—1766 годами. Первые жители — 25 семей из Дессау, Вюртемберга и Дармштадта. Наименование получила по названию одного из швейцарских кантонов, по образу которых хотели ввести устройство и обработку земли в немецких колониях Поволжья.
После 1915 года колония получила название Георгиевское. В 1927 году Постановлением ВЦИК СССР «Об изменениях в административном делении Автономной С. С. Р. Немцев Поволжья и о присвоении немецким селениям прежних наименований, существовавших до 1914 года» селу было возвращено прежнее название — Гларус.
Жители занимались земледелием (пшеница, рожь, табак, картофель), ремеслом (соломоплетение), торговлей, садоводством и животноводством. По сведениям Центрального статистического комитета за 1859 год, немецкая колония Гларус имела лютеранскую церковь, училище, завод и мельницу, в 1910 году — лютеранскую церковь, церковно-приходскую школу. В марте-апреле 1918 года колонисты активно выступили против Советской власти и проводимой ею политики военного коммунизма.
После образования Трудовой Коммуны (Автономной Области) немцев Поволжья село Гларус — административный центр Гларусского сельского Совета Панинского (1921—1922) и Марксштадтского (1922—1935) кантонов АССР НП. С 1 января 1935 года, после выделения Унтервальденского кантона из Марксштадтского, и до ликвидации АССР НП в 1941 году село Гларус относилось к Унтервальденскому кантону АССР НП. Указом Президиума Верховного Совета РСФСР «О переименовании некоторых сельских Советов и населённых пунктов Саратовской области» 2 июля 1942 года село Гларус было переименовано в Георгиевку. В 1941—1954 годы село — административный центр Гларусского (с 1942 — Георгиевского) сельского Совета Унтервальденского (с 1942 — Подлесновского) района Саратовской области, в 1959—1961 — Балаковского района. С 1961 года — в Марксовском районе. В 1967—1970 годы село — административный центр Воротаевского сельского Совета, с 1970 — Георгиевского сельского Совета.
В 1950—1980-х годах в селе находилась центральная усадьба колхоза имени В. И. Ленина. В современном селе — средняя школа, Дом Культуры, ФАП, отделение связи.

## Люди, связанные с селом
Георгиевка — родина советского педагога Д. Прахта и премьер-министра Республики Кыргызстан А. А. Иордана (1934—2006).
Родина Марии Йекель и Фридриха Зейферта — бабушки и дедушки писателя, доктора филологических наук, профессора РГГУ Елены Зейферт.